# Рожик Віталій Миколайович
Віталій Миколайович Рожик (нар. 19 січня 1955, місто Біла Калитва, Ростовська область) — український скульптор, заслужений художник України (з 2009).

## До життєпису
У 1972 році закінчив Головинське ПТУ № 2, за спеціальністю каменотес. Того ж року почав працювати на Коростишівському гранітному кар'єрі. 
У 1973—1975 роках — служба у лавах Радянської армії. 
Від 1976 року — майстер гранітного цеху Коростишівського комбінату комунального господарства, від 1978 року — каменотес, пізніше — скульптор.
У 1989 році очолив кооператив «Габро». 

## Творчість
За 40 років виготовив понад 700 скульптур з каменю.
Багато скульпьтур Віталія Рожика встановлені в Коростишівському парку культури і відпочинку.

### Окремі твори
- Пам'ятник Маркіянові Шашкевичу на подвір'ї Бродівського педагогічного коледжу імені Маркіяна Шашкевича (2005).
- Меморіальна таблиця Вороніну Михайлу Львовичу, українському дизайнеру та виробникові класичного одягу, встановлена на фасаді будівлі швейної фабрики на вул. Короленківській, 3 у Києві, де він працював у 1991–2012 роках (2013, бронза, горельєфний портрет)[3].
- Пам'ятник князю Володимиру в Коростені (2015, у співавторстві зі скульптором Василем Фещенком)[4].
- Пам'ятний знак «12 серпня — день української пісні» (2020, на горі Карачун поблизу Слов'янська)[5].
- Пам'ятник Густаву Олізару в Коростишеві[6].

## Відзнаки
- Заслужений художник України (2009).
- Почесний громадянин міста Коростишева.
- Почесна відзнака «За заслуги перед Коростишівським районом» (2013).
- Лауреат літературно-мистецької премії імені Лесі Українки у номінації «образотворче мистецтво» за втілення образу Тараса Шевченка в камені (2014).